# Elisen-Polka
Die Elisen-Polka ist eine Polka française von Johann Strauss (Sohn) (op. 151). Das Werk wurde am 7. Mai 1854 im Wiener Volksgarten erstmals aufgeführt.